# Бочча, Франческо
Франче́ско Бо́чча (итал. Francesco Boccia; род. 18 марта 1968, Бишелье, Апулия) — итальянский экономист и политик, министр без портфеля по делам регионов и автономий (2019—2021).

## Биография
В 1991 году окончил университет Бари по специальности «Международная экономика», в 1994 году получил степень магистра делового администрирования в университете Боккони. Работал в Европейском институте, лаборатории экономического и социального сплочения при Лондонской школе экономики и политических наук, с 2002 года — приглашённый профессор Иллинойсского университета в Чикаго. С 1998 по 2005 год возглавлял Исследовательский центр проблем развития регионов (CERST, Centro di Ricerca per lo Sviluppo del Territorio) при университете имени Карло Каттанео в Кастелланце, с 2002 по 2016 год являлся профессором экономики бизнеса в этом же вузе.
С 1998 по 2001 год являлся экономическим советником министра промышленности Энрико Летта, позднее вступил в партию «Маргаритка». С июля 2004 года по октябрь 2006 года состоял асессором по экономике в городской администрации Бари, с 2006 по 2008 год возглавлял Департамент развития экономики регионов в аппарате второго правительства Проди.
В 2008 году избран в Палату депутатов Италии XVI созыва, вошёл во фракцию Демократической партии, в 2013 и 2018 годах переизбран. В палате XVII созыва с 2013 по 2018 год возглавлял Комиссию по бюджету.
4 сентября 2019 года при формировании второго правительства Джузеппе Конте назначен министром без портфеля по делам регионов и автономий, а
5 сентября в составе нового кабинета принёс присягу и вступил в должность.
13 февраля 2021 года принесло присягу правительство Драги, в котором Бочча не получил никакого назначения.

## Личная жизнь
Бочча находился в близкой связи с Бенедеттой Риццо, от которой у него двое детей — Эдоардо и Лудовика.
23 декабря 2011 года женился на Нунции Де Джироламо с соблюдением только гражданской церемонии, у супругов есть дочь Джеа. Этот брак долгое время является предметом обсуждения в прессе, поскольку Нунция в принципе является политическим противником собственного мужа — будучи сторонницей Сильвио Берлускони, она представляла его партию Народ свободы в правительстве Летта.